# Уотергейт: Крушение Белого дома
«Уо́тергейт: Круше́ние Бе́лого до́ма» (англ. Mark Felt: The Man Who Brought Down the White House) — американский биографический шпионский триллер режиссёра Питера Ландесмана.
Мировая премьера состоялась на Кинофестивале в Торонто 8 сентября 2017 года. Премьера фильма в кинотеатрах США состоялась 29 сентября 2017 года, в России — 28 сентября.

## Сюжет
Фильм основан на реальных событиях. Заместитель директора ФБР Марк Фелт стал анонимным источником под кодовым обозначением «Глубокая Глотка» и помог вашингтонским репортерам Бобу Вудворду и Карлу Бернштейну в журналистском расследовании, результатом которого оказался «Уотергейтский скандал».
«Скандал «Уотергейт» - это фильм, авторы которого хотят рассказать нам об одном из самых серьезных и громких политических скандалов в современной истории США. Случившееся в первой половине семидесятых годов прошлого века событие повлияло на многих людей и окончилось отставкой первого лица страны.
В центре истории находится секретный агент ФБР Марк Фелт. Он имеет огромный опыт в самых разных делах, поэтому руководство поручает ему только самые сложные и ответственные задания. За многие годы службы он успел не раз доказать свою преданность и трудолюбие. Марк обладает информацией, которая способна изменить мнение общественности о многих американских политических лидерах. Однако уже долгое время он бережно хранит все секреты. Однажды Марк принимает решение, что один из деятелей получил слишком много власти, а его действия исключительно негативно влияют на многих жителей страны. Устав от постоянных политических игр и манипуляций, он решает передать прессе обличительную информацию.

## В ролях
- Лиам Нисон — заместитель директора ФБР Марк Фелт
- Дайан Лейн — Одри Фелт, жена Марка
- Майка Монро — Джоан Фелт, дочь Марка
- Тони Голдуин — Эд Миллер, глава ФБР Интел
- Мартон Чокаш — исполняющий обязанности директора ФБР Патрик Грей
- Джеффри Дезенски — директор ФБР
- Кейт Уолш — Пэт Миллер, жена Эда
- Джош Лукас — агент ФБР Чарли Бейтс
- Майкл Си Холл — Джон Дин, архитектор сокрытия Уотергейта
- Том Сайзмор — агент ФБР Билл Салливан
- Джулиан Моррис— Боб Вудворд, репортёр Washington Post
- Венди Маклендон-Кови — Кэрол Чуди, секретарь Фелта
- Айк Баринхолц — Анджело Лейно, руководитель расследования
- Брюс Гринвуд — Сэнди Смит, репортёр журнала Time
- Брайан д’Арси Джеймс — Роберт Кункел, специальный агент ФБР
- Ноа Уайли — Стэн Поттингер
- Колм Мини — агент ЦРУ
- Эдди Марсан — агент ЦРУ

## Производство
Основные съёмки фильма начались 2 мая 2016 года в Атланте.

## Критика
Фильм получил смешанные отзывы кинокритиков. На сайте Rotten Tomatoes фильм имеет рейтинг 35 % на основе 108 рецензий со средним баллом 5,4 из 10. На сайте Metacritic фильм имеет оценку 49 из 100 на основе 29 рецензии критиков, что соответствует статусу «смешанные или средние отзывы».